# Hollands kuifhoen

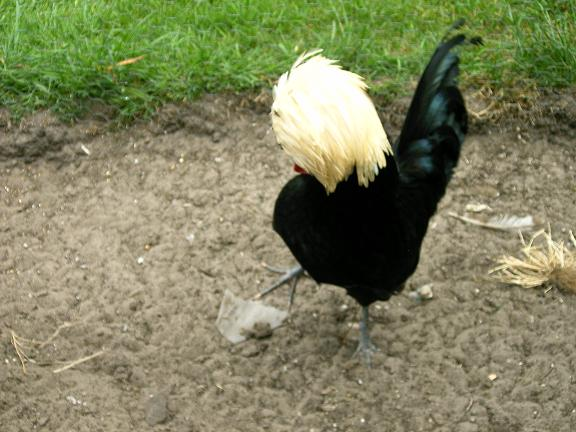
Hollands kuifhoen

Het Hollands kuifhoen, ook wel Kuifhoen, is een kippenras dat al eeuwen in Nederland voorkomt. Reeds in de vroege 17e eeuw werden schilderijen gemaakt waarop deze hoenders te zien zijn. Het meest opvallende kenmerk van het Hollands kuifhoen is de kuif.

## Oorsprong
De precieze oorsprong van het Hollands Kuifhoen is niet te achterhalen. Het wordt beschouwd als een oorspronkelijk Nederlands ras, maar heeft mogelijk Poolse wortels en is zeker oorspronkelijk afkomstig uit Azië. Het is op Nederlandse schilderijen afgebeeld uit het begin van de 17e eeuw, maar het komt mogelijk al langer voor in de Nederlanden.

## Kuif en kriel
De karakteristieke kuif van de kuifhoender ontstaat door een schedelknobbel boven op de kop van de kip, een verhoging van de schedel waarop veren groeien. Hoe groter deze knobbel, hoe groter de kuif. De hennen hebben een bolvormige kuif, bij de hanen is de kuif wat losser omdat de kuif ook uit sierveren bestaat. Er zijn kuifhoendervarianten met een witte kuif, een zwarte kuif of een kuif in de kleur van de lichaamsbevedering. Van oorsprong kwam de kleurslag wit-zwartkuif voor. Deze dieren hadden een wit lichaam en een zwarte kuif. Dit ras is uitgestorven, maar fokkers zijn momenteel ver met het terugfokken van deze dieren. Hiervoor is gebruikgemaakt van onder andere uilebaarden in de kleurslag Moorkop en Lakenvelders. Het ras komt als grote hoender en als kriel voor. Deze laatste is door kruising met andere rassen ontstaan.

## Kleurvarianten
- Het Hollandse kuifhoen gekleurde kuif heeft een kuif die dezelfde kleurslag heeft als de veren op het lichaam. Dit kunnen bijvoorbeeld witte, zwarte, zilver-zwartgezoomde of goud-zwartgezoomde dieren zijn.
- Het Hollandse kuifhoen witte kuif komt voor in de volgende kleurslagen: zwart, wit, blauw, geel-witgezoomd, blauwgezoomd, koekoek, zwartbont.
- De variant Hollands kuifhoen zwarte kuif is een zeer oud kippenras. Op schilderijen uit de 17e eeuw komen al hoenders voor met een wit lichaam en een zwarte kuif. Het ras is uitgestorven, maar door kruisingen met onder andere Lakenvelders en Nederlandse uilebaarden in de kleurslag Moorkop is het weer teruggefokt. Bij het fokken is het zeer lastig om alleen de kuif zwart te krijgen. Net zoals bij de Moorkoppen kan het zwart zich uitbreiden in de hals, of helemaal verdwijnen. Vaak zijn dan ook dieren te zien waarbij ook een deel van de hals zwart is. De zwartkuif is vooral te zien als wit-zwartkuif, maar ook de buff-zwartkuif is in ontwikkeling. Het dier komt voor als grote hoender en als kriel, maar is nog steeds erg zeldzaam.
- De variant krulvederig Hollands kuifhoen of frisé-kuifhoen is altijd erg zeldzaam geweest. Aan het begin van de 20e eeuw was er slechts één fokker die deze dieren had. Voor de Tweede Wereldoorlog waren de krulvederige kuifhoenders eigenlijk uitgestorven. Door de kuifhoenders te kruisen met Japanse krielen, is het weer gelukt om de krulvederige kuifhoender te krijgen. De krulvederige dieren zijn in kleurslag en type gelijk aan de normaal bevederde kuifhoenders. Ze komen voor als kriel en als grote hoender. Ook nu[(sinds) wanneer?] is weer het gevaar op uitsterven erg groot aangezien de krulvederige kuifhoenders slechts bij een enkele fokker te vinden zijn.

## Andere Nederlandse kuifhoenders
De Hollandse Kuifhoender is gerelateerd aan de Kraaikop, de Brabanter, de Nederlandse uilebaard en het Nederlandse baardkuifhoen. In het kader van biologische diversiteit zijn de oud-Nederlandse rassen vrijgesteld van ruiming bij uitbraak van vogelpest, mits ze gehouden worden onder strikte hygiënische omstandigheden.

## Fok en verzorging
Bij het fokken is het belangrijk dat de dieren altijd kunnen blijven zien. Er moet dus op gelet worden dat de kuif niet helemaal over de ogen gaat hangen. Als deze kuif nat en vies wordt, kan dit irritatie opwekken omdat de vieze veren dan in de ogen van de dieren gaan hangen. Een overdekte ren is voor het Hollands kuifhoen dan ook ideaal. De dieren leggen witte eieren en zijn goede leggers. Het zijn vriendelijke en rustige dieren. Ze worden niet tot nauwelijks broeds.
De Hollandse kuifhoenders zijn zeer sterke dieren en behoeven geen extra verzorging ten opzichte van andere kippen.